# Robert Frank
Robert Frank (Zúric, Suïssa, 9 de novembre de 1924 - Inverness, Nova Escòcia, Canadà, 9 de setembre de 2019) va ser un fotògraf i cineasta documental suís- estatunidenc. La seva feina més reconeguda va ser el llibre de 1958 titulat The Americans, que ha estat comparat amb Alexis de Tocqueville pel seu punt de vista fresc, nu i des de fora de la societat estatunidenca. El crític Sean O'Hagan, que escrigué a The Guardian fins al 2014, va dir que The Americans "va canviar la naturalesa de fotografia, què es pot dir i com es pot dir. […] Potser és el llibre de fotografia més influent del segle XX". El periodista, fotògraf i professor Carlos Pérez de Rozas i Arribas va considerar al juliol de 2015 que era el millor fotoperiodista viu.

## Vida i començament de la seva carrera
Robert Frank va afirmar en el documental de Gerald Fox Leaving Home, Coming Homethat que la seva mare, Rosa (altres fonts declaren el seu nom de Regina), tenia passaport suís, mentre que el seu pare, Hermann, provinent de Frankfurt (Alemanya), s'havia tornat apàtrida després de perdre la seva ciutadania alemanya com jueu. Van haver de sol·licitar la ciutadania suïssa de Robert i el seu germà gran, Manfred. Tot i que Frank i la seva família es van mantenir segurs a Suïssa durant la Segona Guerra Mundial, l'amenaça del nazisme va afectar la seva comprensió de l'opressió. Es va dedicar a la fotografia, en part com a mitjà per escapar dels confins de la seva família i llar orientada als negocis, i es va formar sota uns quants fotògrafs i dissenyadors gràfics abans de crear el seu primer llibre de fotografies manual, 40 Fotos, el 1946. Frank va emigrar als Estats Units el 1947, i va aconseguir una feina a la ciutat de Nova York com a fotògraf de moda per a Harper's Bazaar.
El 1949, el nou editor de la revista suïssa Camera, Walter Laubli (1902-1991), va publicar una àmplia cartera de fotografies de Jakob Tuggener fetes en espectacles de classe alta i en fàbriques, al costat del treball d'un Frank de 25 anys que acabava de tornar a la seva Suïssa nativa després de dos anys a l'estranger, amb pàgines que incloïen algunes de les seves primeres imatges de Nova York. La revista va promocionar-los als dos com a representants de la "nova fotografia" de Suïssa.
Tuggener era un model a seguir pel jove artista, qui n'havia sentit a parlar a través del seu cap i mentor, el fotògraf comercial de Zúric Michael Wolgensinger (1913-1990), que va comprendre que Frank no era adient per a la part més mercenària del mitjà. Tuggener, com a artista seriós que havia deixat el món comercial enrere, va ser "a qui Frank realment va adorar, d'entre tots els fotògrafs suïssos", segons Guido Magnaguagno. i Fabrik, com a llibre de fotos, va ser un model per a Les Américains de Frank (The Americans), publicat deu anys més tard a París per Delpire l'any 1958.
Poc després va marxar a viatjar per l'Amèrica del Sud i Europa. Va crear un altre llibre fet a mà de fotografies preses al Perú, i va tornar als Estats Units el 1950. Aquell any va ser important per a Frank, que, després de conèixer Edward Steichen, va participar en l'exposició col·lectiva 51 American Photographers del Museu d'Art Modern de Nova York; també es va casar amb la seva companya artista Mary Frank (Mary Lockspeiser de soltera), amb qui va tenir dos fills, Andrea i Pablo.
Encara que inicialment tenia una idea optimista sobre la cultura i societat dels Estats Units, la perspectiva de Frank va canviar ràpidament quan es va enfrontar al ràpid ritme de la vida estatunidenca i el que va veure com un èmfasi excessiu en els diners. Va començar a veure el país com un lloc sovint llòbreg i solitari, una perspectiva que es va fer evident en la seva fotografia posterior. La pròpia insatisfacció de Frank amb el control que els editors exercien sobre el seu treball també va influir en la seva experiència. Va seguir viatjant, i va traslladar-se amb la seva família breument a París. El 1953 va tornar a Nova York i va continuar treballant com a fotoperiodista independent per a revistes com ara McCall's, Vogue i Fortune. Associant-se amb altres fotògrafs contemporanis com Saul Leiter i Diane Arbus, va ajudar a formar el que Jane Livingston ha anomenat l'Escola de fotògrafs de Nova York (que no s'ha de confondre amb l'Escola d'Art de Nova York) durant les dècades del 1940 i 1950.
El 1955 Frank va rebre el major reconeixement que va obtenir la inclusió per part d'Edward Steichen de set de les seves fotografies (moltes més que la resta d'altres col·laboradors) en l'exhibició mundial del Museu d'Art Modern de Nova York The Family of Man, que havia de ser vista per 9 milions de visitants i amb un catàleg popular del qual encara se'n fan còpies avui dia. Les fotografies amb què Frank va contribuir havien estat preses a Espanya (d'una dona besant el seu bebè embolcallat als seus braços), d'una dona inclinada al Perú, d'un miner a Gal·les amb ulls plorosos, i la resta Anglaterra i els EUA, incloent-hi dues (una amb un flou atípic) de la seva dona durant l'embaràs, i una de sis dones rient a la finestra del White Tower Hamburgers al carrer Catorze, a Nova York, posteriorment inclosa a The Americans.

## The Americans
Inspirat pel llibre fílmic de 1943 Fabrik, del seu compatriota suís Jakob Tuggener, The English at Home de Bill Brandt (1936), i American Photographs de Walker Evans, (1938) i per recomanació d'Evans, Alexey Brodovitch, Alexander Leiberman, Edward Steichen, i Meyer Schapiro, Frank va aconseguir una beca Guggenheim de la John Simon Guggenheim Memorial Foundation el 1955 per viatjar pels Estats Units i fotografiar tots els estrats de la seva societat. Les ciutats que va visitar incloïen Detroit i Dearborn (Michigan); Savannah (Geòrgia); Miami Beach i Saint Petersburg (Florida); Nova Orleans (Louisiana); Houston (Texas); Los Angeles (Califòrnia); Reno (Nevada); Salt Lake City (Utah); Butte (Montana); i Chicago (Illinois). Va dur la seva família amb ell per part de la seva sèrie de viatges per carretera durant els següents dos anys, durant els quals va disparar 28.000 instantànies. 83 d'aquestes van ser seleccionades per ell per publicar-les a The Americans.
El viatge de Frank no va tenir cap incidència. Més tard va recordar l'antisemitisme al que va ser sotmès en una petita ciutat d'Arkansas. "Recordo que el noi [policia] em va portar a la comissaria de policia, i ell es va asseure allà i va posar els peus sobre la taula. Va sortir a la llum que jo era jueu perquè tenia una carta de la Fundació Guggenheim. Realment eren primitius". El xèrif li va dir: "Bé, hem d'aconseguir algú que parli Yiddish". ... "Volien fer-ne un problema. Va ser l'única ocasió que va passar això en el viatge. Em van posar a la presó, va ser espantós, ningú no sabia on era". En altres parts del sud va ser informat per un xèrif que tenia "una hora per sortir de la ciutat". Aquests incidents podrien haver contribuït a la visió fosca dels Estats Units que es troba en el treball.
Poc després de tornar a Nova York el 1957, Frank va conèixer l'escriptor de la beat Jack Kerouac a la vorera fora d'una festa i li va mostrar les fotografies dels seus viatges. Kerouac immediatament va dir-li a Frank: "Segur que puc escriure alguna cosa sobre aquestes imatges", i finalment va contribuir amb la introducció a l'edició dels EUA de The Americans. Frank també es va convertir en amic per sempre d'Allen Ginsberg, i va ser un dels principals artistes visuals per documentar la subcultura de la generació beat, que sentia una afinitat amb l'interès de Frank per documentar les tensions entre l'optimisme de la dècada del 1950 i les realitats de les diferències racials i de classe. La ironia que Frank va trobar en la brillantor de la cultura estatunidenca i la riquesa per damunt de la tensió va donar a les seves fotografies un clar contrast amb les de la majoria dels fotoperiodistes estatunidencs contemporanis, com ara el seu ús inusual del focus, la poca il·luminació i la retallada d'imatges, que es desviaven de les tècniques fotogràfiques acceptades.
Aquesta divergència d'estàndards fotogràfics contemporanis al principi va dificultar-li a Frank aconseguir un editor estatunidenc. Les Américains va ser publicat per primera vegada el 1958 per Robert Delpire a París, com a part de la seva sèrie Encyclopédie Essentielle, amb textos de Simone de Beauvoir, Erskine Caldwell, William Faulkner, Henry Miller i John Steinbeck, que Delpire posicionava enfront de les fotografies de Frank. Va ser finalment publicat el 1959 als Estats Units, sense els textos, per Grove Press, on inicialment va rebre crítiques substancials. Popular Photography, per un costat, va fer que les seves imatges fossin "exposicions d'un desenfocament sense sentit, amb gra, i fangoses, horitzons borratxos i barroeria general". Tot i que les vendes també van ser pobres al principi, el fet que la presentació fos del popular Kerouac el va ajudar a arribar a un públic més ampli. Amb el pas del temps, i a través de la inspiració d'artistes posteriors, The Americans es van convertir en un treball seminal en la fotografia i la història de l'art estatunidenques, i és el treball amb el qual Frank és més clarament identificat. El crític Sean O'Hagan va escriure a The Guardian el 2014 que "no es pot imaginar el passat recent de la fotografia i el present abrumadorament confús sense la seva presència persistentment penetrant", i que The Americans "van canviar la naturalesa de la fotografia, el que podia dir i com podia dir-ho. […] Segueix sent potser el llibre de fotografia més influent del segle XX".
El 1961, Frank va fer la seva primiera exhibició individual, titulada Robert Frank: Photographer, a l'Institut d'Art de Chicago. També es va presentar al Museu d'Art Modern de Nova York el 1962.
Amb motiu del cinquantè aniversari de la primera publicació de The Americans es va llançar una nova edició a tot el món el 30 de maig de 2008. Per a aquesta nova edició de Steidl, la majoria de fotografies no estan retallades (en contrast amb les versions retallades en edicions anteriors), i dues les fotografies es van substituir per dues del mateix tema, però des d'una perspectiva alternativa.
Una exhibició de The Americans, titulada Looking In: Robert Frank's The Americans, es va mostrar el 2009 a la National Gallery of Art de Washington DC, al Museu d'Art Modern de San Francisco (SFMOMA) i al Metropolitan Museum of Art de Nova York. La segona secció de l'exposició de quatre seccions del SFMOMA del 2009 mostra la sol·licitud original de Frank a la Fundació Memorial John Simon Guggenheim (que va finançar el treball principal en el projecte The Americans), juntament amb fulls de contacte de l'època, cartes al fotògraf Walker Evans i a l'escriptor Jack Kerouac, i dues primeres versions manuscrites de la introducció de Kerouac al llibre. També es van exposar tres collages (realitzats a partir de més de 115 còpies de treball originals) que es van reunir sota la supervisió de Frank durant els anys 2007 i 2008 i van revelar els seus temes i les seves primeres rondes de selecció d'imatges. També es va publicar un llibre adjunt, també anomenat Looking In: Robert Frank's The Americans, l'anàlisi més detallada de qualsevol llibre de fotografia mai feta, en 528 pàgines. Mentre treballava com a guarda al Museu d'Art Metropolità, Jason Eskenazi va demanar a altres fotògrafs destacats que visitaven l'exposició de Looking In que triéssin la seva imatge preferida de The Americans i expliquéssin la seva elecció, i això va acabar formant el llibre By the Glow of the Jukebox: The Americans List.

## Pel·lícules
En el moment en què The Americans va ser publicat als Estats Units, Frank s'havia allunyat de la fotografia per concentrar-se en el cinema. Entre les seves pel·lícules hi havia Pull My Daisy (1959), que va ser escrita i narrada per Jack Kerouac, i protagonitzada per Allen Ginsberg, Gregory Corso i altres del cercle beat. Els beats van destacar-ne l'espontaneïtat, i la pel·lícula va transmetre la qualitat d'haver estat feta amb presses o fins i tot improvisada. Pull My Daisy va ser elogiada durant molts anys com una obra mestra d'improvisació, fins que el codirector de Frank, Alfred Leslie, va revelar en un article del 28 de novembre de 1968 a Village Voice que la pel·lícula estava realment planificada, assajada i dirigida per ell i Frank, qui va rodar la pel·lícula amb il·luminació professional.
El 1960 Frank es va quedar al soterrani de l'artista d'art pop George Segal mentre filmava The Sin of Jesus amb una beca de Walter K. Gutman. La història d'Issaak Bàbel es va transformar per centrar-se en una dona que treballava en una granja de pollastres a Nova Jersey. Se suposava que havia de ser filmat en sis setmanes al voltant de Nova Brunswick, però Frank va acabar rodant durant sis mesos.

### Llibres
- Les Américains = The Americans
  - Paris: Delpire, 1958. French. Inclou text en francès per Simone de Beauvoir, Erskine Caldwell, William Faulkner, Henry Miller i John Steinbeck sobre la història política i social nord-americana, seleccionada per Alain Bosquet. Part de la sèrie Encyclopédie Essentielle.
  - Nova York: Grove Press, 1959. Introducció per Jack Kerouac.
  - Nova York: obertura; Museu d'Art Modern, 1969. Edició revisada i ampliada. Amb una presentació de Jack Kerouac, una breu introducció de Frank, i una enquesta de les pel·lícules de Frank, cadascuna representada per una pàgina de fotogrames
  - Göttingen: Steidl, 2008. ISBN 978-3-86521-584-0. La majoria de les fotografies no es comprimeixen en comparació amb les versions retallades en edicions anteriors, i dues fotografies són substituïdes per les del mateix tema, però des d'una perspectiva alternativa.
- The Lines of my Hand.
  - Tòquio: Yugensha. Edició de luxe i escletxa. Edició de 1.000 còpies, 500 van presentar la fotografia de lliscament de "Nova York, 1948", 500 van presentar la fotografia de lliscament de "Platte River, Tennessee".
  - Nova York: Lustrum Press, 1972. Paperback.
  - Nova York: Panteó. ISBN 9780394552552.
- Flower is… Yugensha, 1987. L'edició de 1000 còpies, 500 "Champs-Élysées, 1950 [Fleurs]" inclosos a la portada, es van incloure 500 "Metro Stalingrad" a la portada.
- Flamingo. Göteborg, Sweden: Hasselblad Center, 1997. ISBN 9783931141554. Catàleg d'exposicions Hasselblad Award, Hasselblad Center, Goteborg, Suècia.
- London/Wales. Publicat en col·laboració amb Corcoran Gallery, Washington, D.C., per a una exposició celebrada del 10 de maig al 14 de juliol, 2003.
  - Zurich; New York: Scalo, 2003. ISBN 9783908247678.
  - Göttingen: Steidl, 2007. ISBN 978-3865213624.
- Come Again. Göttingen: Steidl, 2006. ISBN 9783865212610. Segons la portada, "Les fotos s'han pres en el context del projecte fotogràfic 'Beirut, centre de la ciutat, 1991', Éditions de Cyprès, París".
- Paris. Göttingen: Steidl, 2006. ISBN 978-3865215246.
- Peru. Göttingen: Steidl, 2006. ISBN 978-3865216922.
- Zero Mostel Reads a Book. Göttingen: Steidl, 2006. ISBN 978-3865215864.
- Tal Uf Tal Ab. Göttingen: Steidl, 2010. ISBN 978-3869301013. El primer dels "Diaris visuals" que combina fotografies emblemàtiques de la carrera inicial de Frank amb les fotos més privades que va fer en l'última part de la seva vida. Altres títols de la sèrie estan marcats amb *
- Pangnirtung. Göttingen: Steidl, 2011. ISBN 978-3869301983.
- Pull My Daisy. Göttingen: Steidl, 2011. ISBN 978-3865216731. Una transcripció de la narració de Kerouac de la pel·lícula Pull My Daisy (1959) amb film stills i una presentació de Jerry Tallmer.
- Ferne Nähe: Hommage für Robert Walser = Distant Closeness: Un tribut a Robert Walser. Bern: Robert Walser-Zentrum, 2012. ISBN 978-3-9523586-2-7.
- You Would. Göttingen: Steidl, 2012. ISBN 978-3869304182. *
- Park/Sleep. Göttingen: Steidl, 2013. ISBN 978-3869305851. *
- Partida. Göttingen: Steidl, 2014. ISBN 978-3869307954. *
- What We Have Seen. Göttingen: Steidl, 2016. ISBN 978-3958290952. *
- Leon of Juda. Göttingen: Steidl, 2017. ISBN 978-3958293113. *

### Estudis, crítiques i biografia
- Looking In: Robert Frank's The Americans. Washington, D.C.: National Gallery of Art; Göttingen: Steidl, 2009. ISBN 978-3-86521-806-3. By Sarah Greenough. Amb assaigs de Stuart Alexander, Phillip Brookman, Michel Frizot, Martin Gasser, Jeff L. Rosenheim, Kuc Sante i Anne Wilkes Tucker. Publicat per acompanyar una exhibició organitzada pel National Gallery of Art, Washington, D.C.
- By the Glow of the Juke Box: The Americans List. New York: Red Hook, 2012. ISBN 978-0-984195-48-0 Editat per Jason Eskenazi, amb contribucions de 276 fotògrafs.
- Prose, Francine (Jan 2010). "You got eyes: Robert Frank imagines America". Harper's. 320 (1916): 67–73. Crítiques de The Americans.

### Films
- Don't Blink – Robert Frank (2015). Documental dirigit per Laura Israel.

## Exibicions
- 1961: Robert Frank: Els Americans, Art Institute de Chicago, Chicago, IL [25][20]
- 1976: Robert Frank, Kunsthaus Zürich, Zuric[21]
- 1979: Robert Frank: Fotògraf / realitzador, Obres 1945-1979, Museu d'Art de Long Beach.
- 1985: Robert Frank: Nova York a Nova Escòcia, Museu de Belles Arts, Houston TX.
- 1989: Els americans, Galeria Jan Kesner, Los Angeles[22]
- 1997: Flamingo, Hasselblad Award, Hasselblad Center, Goteborg, Suècia[23]
- 2004: Històries, Tate Modern Museum, Londres[24]
- 2005: Storylines, Fotomuseum Winterthur, Winterthur[25]
- 2008: Robert Frank. París, Museu Folkwang, Essen[26]
- 2009: Looking In: The Americans, National Gallery of Art, Washington D.C.[27]
- 2009: Robert Frank. Die Filme, C / O Berlin, Berlin[28]
- 2010: The Unseen Eye: fotografia de la col·lecció de W.M. Hunt (exposició col·lectiva), Appleton Museum of Art, Ocala[29]
- 2012: Robert Frank. De la col·lecció de Fotomuseum Winterthur, Museu d'Art Multimèdia, Moscou[30]
- 2014: Robert Frank a Amèrica, cantor Art Center a la Stanford University, Stanford[31]
- 2014: Robert Frank. Llibres i pel·lícules. 1947-2014, Akademie der Bildenden Künste München[32] anschließend 2015 Museum Folkwang, Essen[33]
- 2016: Robert Frank: Llibres i pel·lícules, 1947-2016, HALLE 14 - Zentrum für Zeitgenössische Kunst, Leipzig[34]
- 2016: Robert Frank: llibres i pel·lícules. 1947-2016, Museum der Moderne, Salzburg[35]
- 2016: Robert Frank: llibres i pel·lícules. 1947-2016, Kunsthalle Ziegelhütte, Appenzell[36]
- 2017: Robert Frank: Fotos, Art Institute de Chicago, Chicago, IL[37]